# 柴田秀一郎
柴田 秀一郎（しばた しゅういちろう、1963年9月10日は、日本の写真家である。「バス停カメラマン」としても精力的に活躍している。

## 来歴
東京都杉並区出身。日本大学法学部卒業後。大手メーカーに勤務し、入社9年目に突然写真家になることを決意して、夜間の写真学校である「現代写真研究所」（当時の所長は、藤本四八）に入学した。竹内敏信ゼミを経て現在も竹内敏信に師事している。会社員（化学メーカー）を続けながら、写真作家活動をしていることで、二束わらじとして知られていたが、2014年初旬に会社員を辞めた。「3.11を忘れない写真家の会」実行委員。

### 所属会員
公益社団法人日本写真協会

### 受賞
「第11回酒田市土門拳文化賞・奨励賞」（2005年） 「標（しるべ）～バス停にて～」

### 海外進出
2011年5月ニューヨーク、ブルックリンで開催された「ニューヨークフォトフェスティバル」に、「ファットフォト」の「御苗場IN NY」の企画による公募があり入選して出展した。

### エピソード
- 写真集の帯には、評論家の川本三郎が執筆した「よくぞこれだけのバス停の写真を撮ったと感嘆する。田舎道にぽつんと立つバス停は地蔵のようにも灯台のようにも見える。懐かしい詩情が逆にいま実に新鮮だ。旅に出たくなる。」とある。

- エフエム東京の取材や雑誌または読売新聞のインタビューによると、柴田は「元々バスマニアでもバス停マニアでは無かった」と言い切っている。撮影に取り組んでいるから、好きになったそうだ。

- 足かけ12年間にわたって、モチーフであるバス停を47都道府県取材した作品群のうち188作品を掲載した写真集「バス停留所」に纏めた。 「読売新聞」「毎日新聞」「産経新聞」また「時事通信」並びに「共同通信」の配信で、書評が掲載され話題になる。さらに「日本経済新聞」（文化欄）「週刊文春」（グラビア）「東京新聞」「BRUTUS」「ミセス」など記事が掲載多数されたことにより、会社員を続けながら、写真作家活動を続けている人々に、 勇気を与えたと聞いている。

- 2010年11月から12月にかけて、福島県いわき市のいわき駅前のギャラリー喫茶で、個展を開催した。

- 2011年2月の読売新聞夕刊の記事に、記者が命名した「日本唯一のバス停カメラマン」が意外にも受けて、この記事を読んだエフエム東京のスタッフが「BlueOcean」への出演を依頼した。「バス停カメラマン」の語呂が良いから、柴田も気に入っている。

- 2011年の東日本大震災に遭った土地すなわち岩手県、宮城県、福島県、茨城県、千葉県の海岸線のバス停を多数取材していた。

## 作品
- 写真集「バス停留所」2010年リトルモア刊行

### 作品収蔵
- 土門拳記念館
- 周南市美術博物館

## 連載
- 雑誌「日本カメラ」2006年4月号から2007年3月号まで「標（しるべ ）～バス停にて～」
- 読売新聞・夕刊「しあわせ小箱」 2011年1月31日から2月4日まで、5回の連載
- 雑誌「バスマガジン」2015年9月号から連載中、「バス停のある風景」＊隔月刊

## ラジオ
2011年5月23日エフエム東京「BlueOcean」にゲストコメンティターとして出演